# Silver (álbum)
Silver es el vigesimoctavo álbum del cantante country Johnny Cash, lanzado en 1979 bajo el sello disquero Columbia. El álbum llegó a la posición #28 mientras que las canciones "(Ghost) Riders In The Sky", "Bull Rider" y "I'll Say It's True" llegaron a las posiciones #2, #66 y #42 respectivamente, otros éxitos de este CD son "The L & N Don't Stop Here Anymore", "I'm Gonna Sit on the Porch and Pick on My Guitar" y "Cocaine Blues" que ya había aparecido en los CD At Folsom Prison y en el CD Now, There Was a Song! pero bajo el nombre de "Transfusion Blues".

El álbum tiene la producción de Brian Ahern quien había introducido elementos digitales en las canciones lo cual creó controversia y la desaprobación de algunos fanáticos.Silver fue reeditado en el 2002 en el sello disquero Legacy Recordings agregando 2 canciones populares de Cash "I Still Miss Someone" y "I Got Stripes" ambos fueron duetos con George Jones, este también es el último CD en el cual Marshall Grant (bajista original de la banda Tennessee Two) tocara ya que abandona a Cash el año siguiente.

## Canciones
1. The L & N Don't Stop Here Anymore – 3:17
(Jean Ritchie)
2. Lonesome to the Bone – 2:40
(Cash)
3. Bull Rider – 3:12
(Rodney Crowell)
4. I'll Say It's True (Vocalista junto a George Jones)– 2:48
(Cash)
5. (Ghost) Riders in the Sky – 3:49
(Jones)
6. Cocaine Blues – 3:21
(T. J. "Red" Arnall)
7. Muddy Waters – 3:29
(Phil Rosenthal)
8. West Canterbury Subdivision Blues – 3:48
(Jack Clement)
9. Lately I Been Leanin' Toward the Blues – 2:37
(Billy Joe Shaver)
10. I'm Gonna Sit on the Porch and Pick on My Old Guitar – 3:04
(Cash)

### Canciones Extras
1. I Still Miss Someone – 2:52
(Johnny Cash y Roy Cash)
2. I Got Stripes – 2:16
(Cash y Charlie Williams)

## Personal
- Johnny Cash - Vocalista
- Marshall Grant - Bajo
- W.S. Holland - Percusión
- Bob Wootton - Guitarra eléctrica
- Jack Routh - Guitarra eléctrica y guitarra acústica
- Jerry Hensley - Guitarra eléctrica y guitarra acústica
- Jack Clement - Guitarra acústica
- Brian Ahern - Guitarra acústica, bajo de madera, bajo de 6 cuerdas, percusión
- Earl Ball - Piano
- Charles Cochran - Piano
- Jack Hale - Trompeta
- Bob Lewin - Trompeta
- Ricky Skaggs - Fiddle
- Bob Johnson - Mandocello
- Joel Sonnier - Concertina y armónica
- Mark Morris - Percusión
- Alisa Jones - Salterio
- George Jones - Vocalista
- Jack Wesley Routh - Vocalista
- June Carter - Vocalista
- Helen Carter - Vocalista
- Anita Carter - Vocalista
- Jan Howard - Vocalista

## Posición en listas
Álbum - Billboard (América del Norte)
| Año  | Tabla           | Posición |
| ---- | --------------- | -------- |
| 1979 | Álbumes Country | 28       |

Canciones - Billboard (América del Norte)
| Año  | Canción                     | Tabla             | Posición |
| ---- | --------------------------- | ----------------- | -------- |
| 1979 | "(Ghost) Riders in the Sky" | Canciones Country | 2        |
| 1979 | "I'll Say It's Her"         | Canciones Country | 42       |
| 1980 | "Bull Rider"                | Canciones Country | 66       |